# Manuel Franco Graiwer
Manuel Franco Graiwer Piekarski (Ciudad de México, 20 de marzo de 1943) es un abogado mexicano-estadounidense, conocido por haber hecho el rol de juez en el programa de televisión La Corte del Pueblo: Juez Manuel Franco, transmitido por Telemundo.

## Primeros años
Hijo de Simon Graiwer y Natalia Piekarski, Manuel Franco nació el 20 de marzo de 1943 a las 14:35 horas, en  la Ciudad de México, Distrito Federal. Su familia es de ascendencia judío-polaca. A temprana edad, se trasladó a California, Estados Unidos. Estudió en Universidad de California en Los Ángeles, siendo bachiller en ciencias, para la facultad de Medicina en 1964. En 1969, se graduó como abogado en la Universidad de California en Davis. Fue autorizado para ejercer abogacía en el estado de California, ante el Tribunal Federal de Distrito y ante la Corte Suprema de los Estados Unidos en 1970. Desde 1970 hasta 1972, estuvo asociado en el estudio jurídico de Minsky, Garber y Rudof. En 1980, formó la sociedad Graiwer & Goldberg, y más adelante en agosto de 1999, el estudio se convirtió en Graiwer & Kaplan. En 2023, la sociedad fue adquirida por Boris Vernik y Ronald Jeffrey Evans.

## Televisión
Manuel Franco participó como juez en el programa de televisión «La Corte del Pueblo» transmitido en Telemundo de 1999 hasta el año 2004, haciendo su debut el 15 de enero de 2001. El juez Franco regresó a grabar nuevos episodios en el año 2017. Se grabaron 13 episodios en Las Vegas, Nevada que solo se emitieron en países del Caribe.

## Vida privada

### Activismo
Participó reiteradamente en el evento llamado Zapatón, en Tijuana, el cual se basa en la recolección de zapatos para niños y niñas, además de la protección de menores de edad víctimas de abuso sexual.

### Polémicas
En 2024, una mujer de nombre Wendy Caravantes, presentó  una demanda en el Tribunal Superior del Condado de Los Ángeles, alegando acoso sexual, discriminación de género, represalias, despido injustificado y violaciones de los códigos laborales de California contra Graiwer & Kaplan.
Caravantes comenzó a trabajar con la firma como secretaria en octubre de 2022, brindando apoyo administrativo y ayudando como intérprete para clientes de habla hispana. Ella alegó que Graiwer participó en un patrón de comportamiento ofensivo que incluía comentarios inapropiados y bromas explícitas que se convirtieron en un ambiente de trabajo hostil, según la denuncia.
En noviembre de 2023, Caravantes afirma que estaba en su escritorio cuando Graiwer hablaba en voz alta con otro abogado en la oficina. Según la denuncia, Graiwer supuestamente dijo: «Quiero encontrar a un sinaloense de 16 años para que me chupe el pene todo el día».
La secretaria informó del incidente al administrador de la oficina en un correo electrónico en diciembre de 2023. En su informe, dijo que estaba consternada por el comentario porque tiene una hija de casi esa edad y creía que los comentarios eran muy inapropiados para un lugar de trabajo. Dijo además que «no se sentía cómoda en el trabajo» cuando veía a Graiwer porque «me recuerda el comentario inquietante que hizo», según la denuncia.
Después del informe, dos supervisores de la oficina se reunieron con Caravantes y supuestamente desestimaron sus quejas diciéndole: «le aconsejamos que no difunda rumores sobre esto», según la denuncia.
Caravantes afirma que le prometieron un ascenso en 2022, pero después de informar el incidente de Graiwer, la trataron de manera diferente y la ignoraron repetidamente para oportunidades de ascenso.
En otro incidente, Caravantes afirmó que Graiwer se paró cerca de ella mientras «comenzaba a decirle a uno de sus colegas cosas sexualmente explícitas en español que tenían que ver con sentirse sexualmente satisfecho a través del sexo oral».
Volvió a denunciar el acoso, pero la empresa la despidió el 1 de marzo de 2024. Caravantes dijo que el despido, junto con las acusaciones de acoso sexual, la dejó emocionalmente angustiada. Ella solicitó al tribunal un juicio con jurado, daños y perjuicios y pérdida de ingresos.